# Gorintō

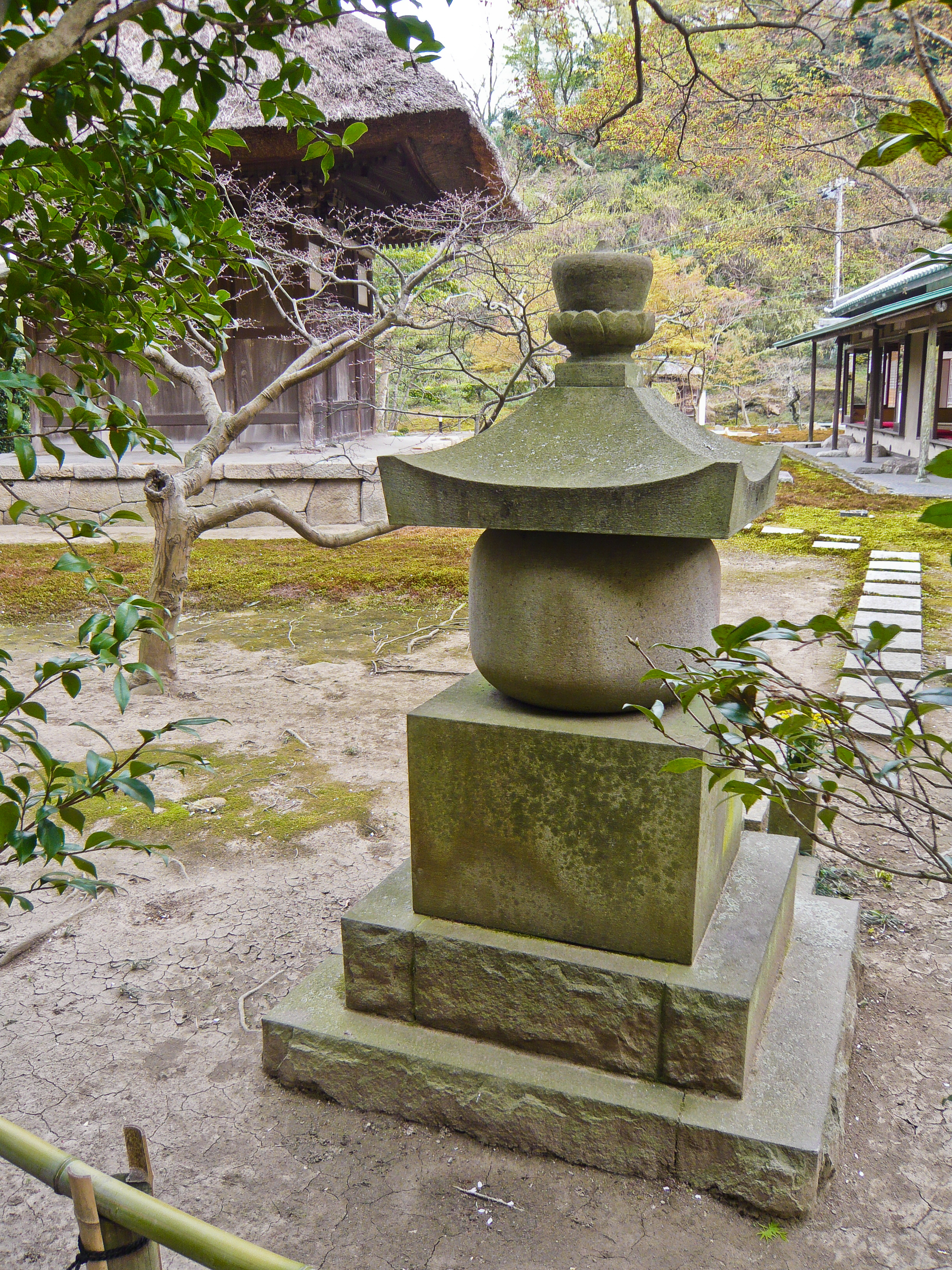

Gorintō (五輪塔), gorin (五輪), gorintōba (五輪塔婆), gorin sekitō (五輪石塔), hōkaitō (法界塔), gogedatsurin (五解脱輪) betekent letterlijk Japanse pagode (tō) of stoepa met vijf 'ringen' of elementen, waarin elke element overeenkomt met een van de vijf elementen van de boeddhistische kosmologie (godai). Het wordt ook gorin sotōba (五輪卒塔婆) ("vijfringige stupa") of goringedatsu (五輪解脱) genoemd , waarbij de term sotōba een transliteratie is van het Sanskriet-woord voor stoepa.

## Bouw
De hoogte van de gorintō varieert van één tot vier meter. In al zijn variaties bestaat de gorintō uit vijf gestapelde blokken, hoewel dat aantal soms moeilijk is waar te nemen. De onderdelen met een van de vijf vormen die symbool staan voor de Vijf Elementen waarvan wordt aangenomen dat ze de basisbouwstenen van de werkelijkheid zijn: Aarde (kubus), Water (bol), Vuur (piramide), Lucht of Wind (halve maan) en Ether, Energie of Leegte. De twee bovenste "ringen" (Lucht en Ether) zijn visueel en conceptueel verenigd in een enkele subgroep. Boeddha werd beschouwd als een manifestatie van deze vijf universele elementen.
| De onderdelen of ringen van gorintō | De onderdelen of ringen van gorintō | De onderdelen of ringen van gorintō | De onderdelen of ringen van gorintō | De onderdelen of ringen van gorintō |
| ----------------------------------- | ----------------------------------- | ----------------------------------- | ----------------------------------- | ----------------------------------- |
| 1. 'Juweel'                         | kūrin                               | (空輪)                              | ring van Ruimte of Geest            |                                     |
| 2. Halve bol                        | fūrin                               | (風輪)                              | ring van Wind of Lucht              |                                     |
| 3. Piramide                         | karin                               | (火輪)                              | Vuurring                            |                                     |
| 4. Bol                              | suirin                              | (水輪)                              | Waterring                           |                                     |
| 5. Kubus                            | chirin                              | (地輪)                              | Aardring                            |                                     |

De onderste etage is vierkant en komt overeen met de Aardring (chirin). Hierboven volgt de bolvormige Waterring (suirin), met daarboven de driehoekige of trapeziumvormige Vuurring (karin). Hierboven is een liggende halvemaanvormige (fūrin), die de Wind voorstelt, en bovenaan de 'juweel'-ring van Ruimte (kūrin). Elke etage van de pagode heeft meestal een inscriptie met het Sanskriet-karakter voor het weergegeven element.

Gorintō
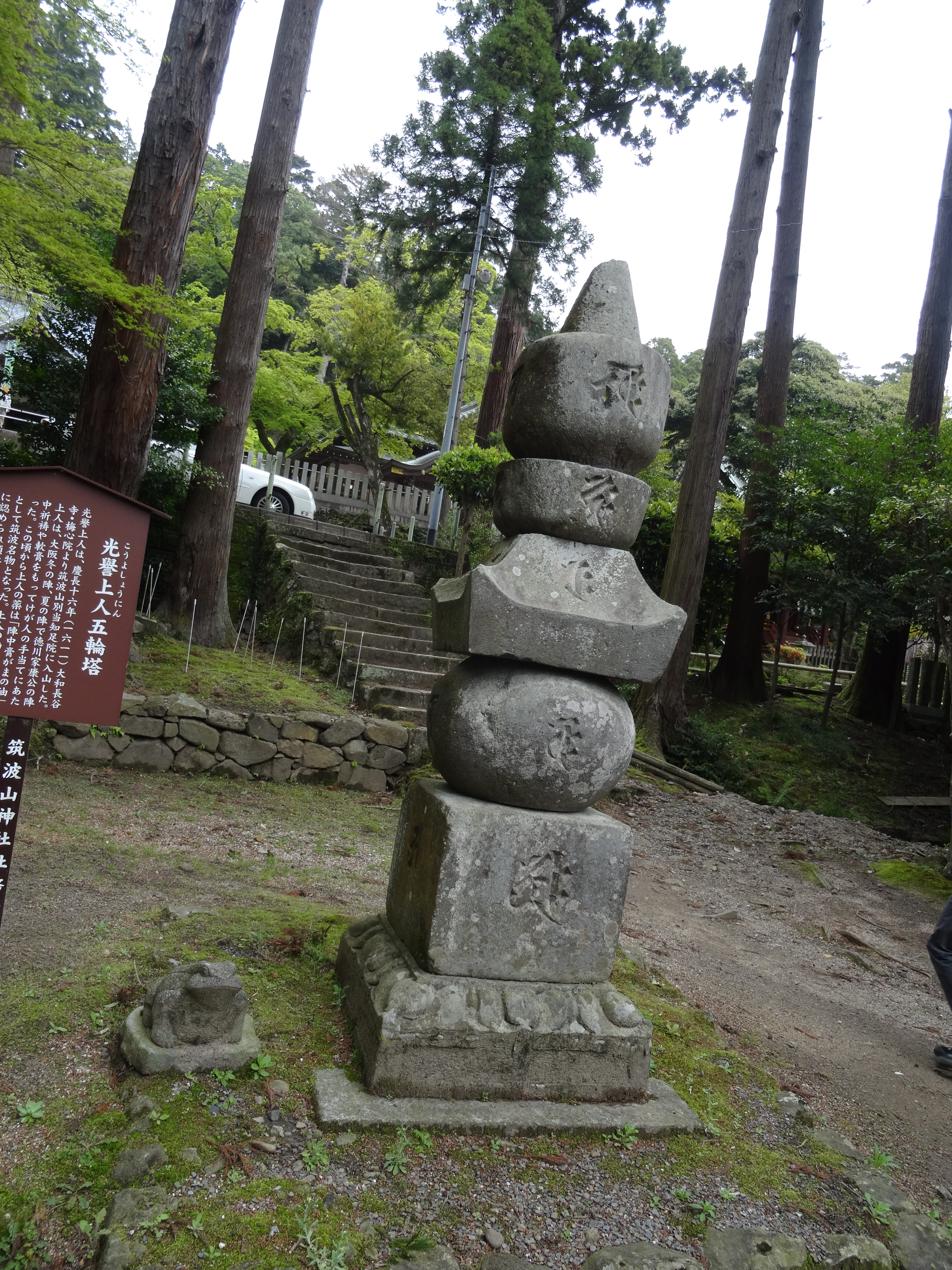
Gorintō in Tsukubasan schrijn
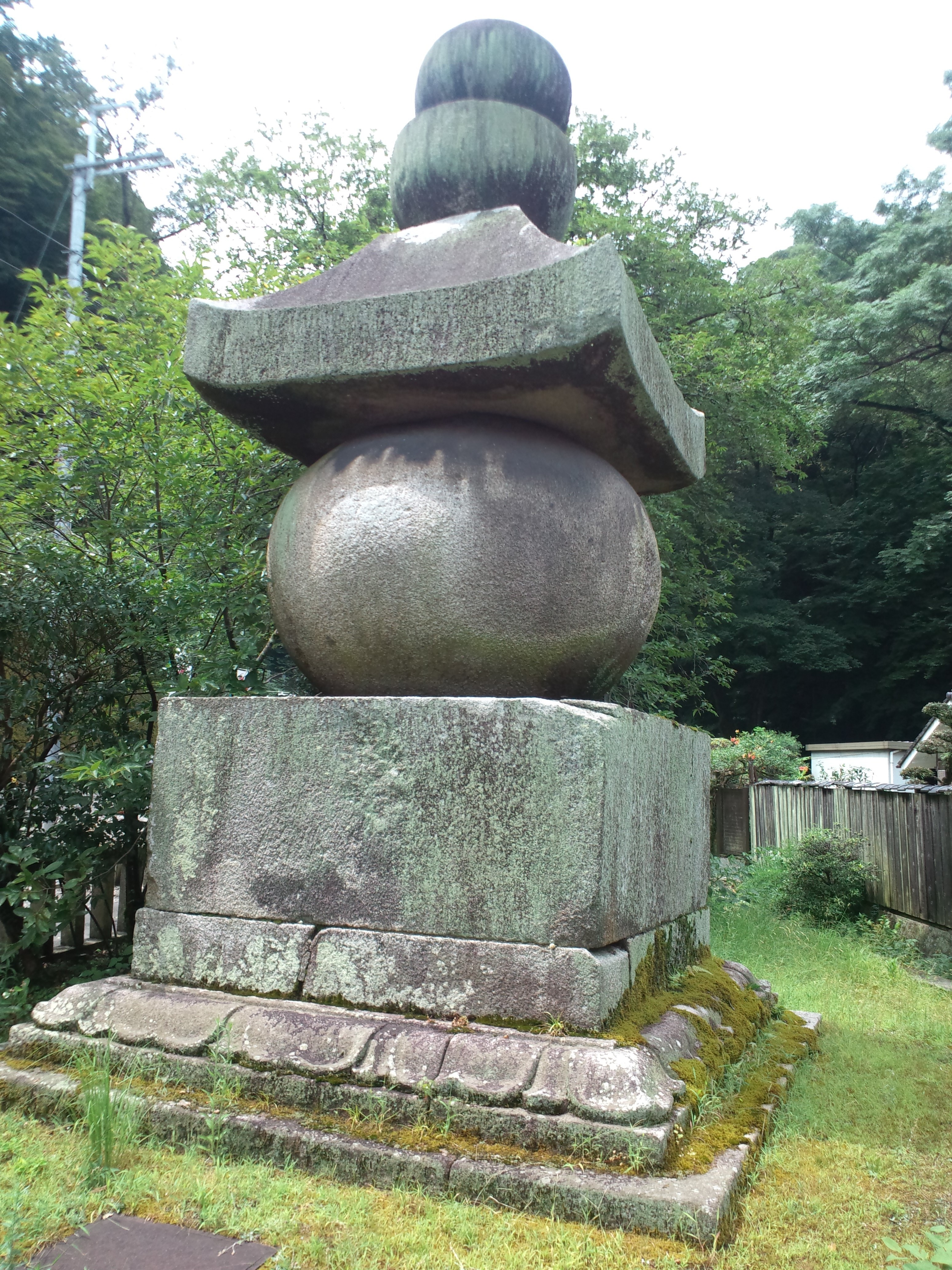
Iwashimizu Hachimangu - Tongu
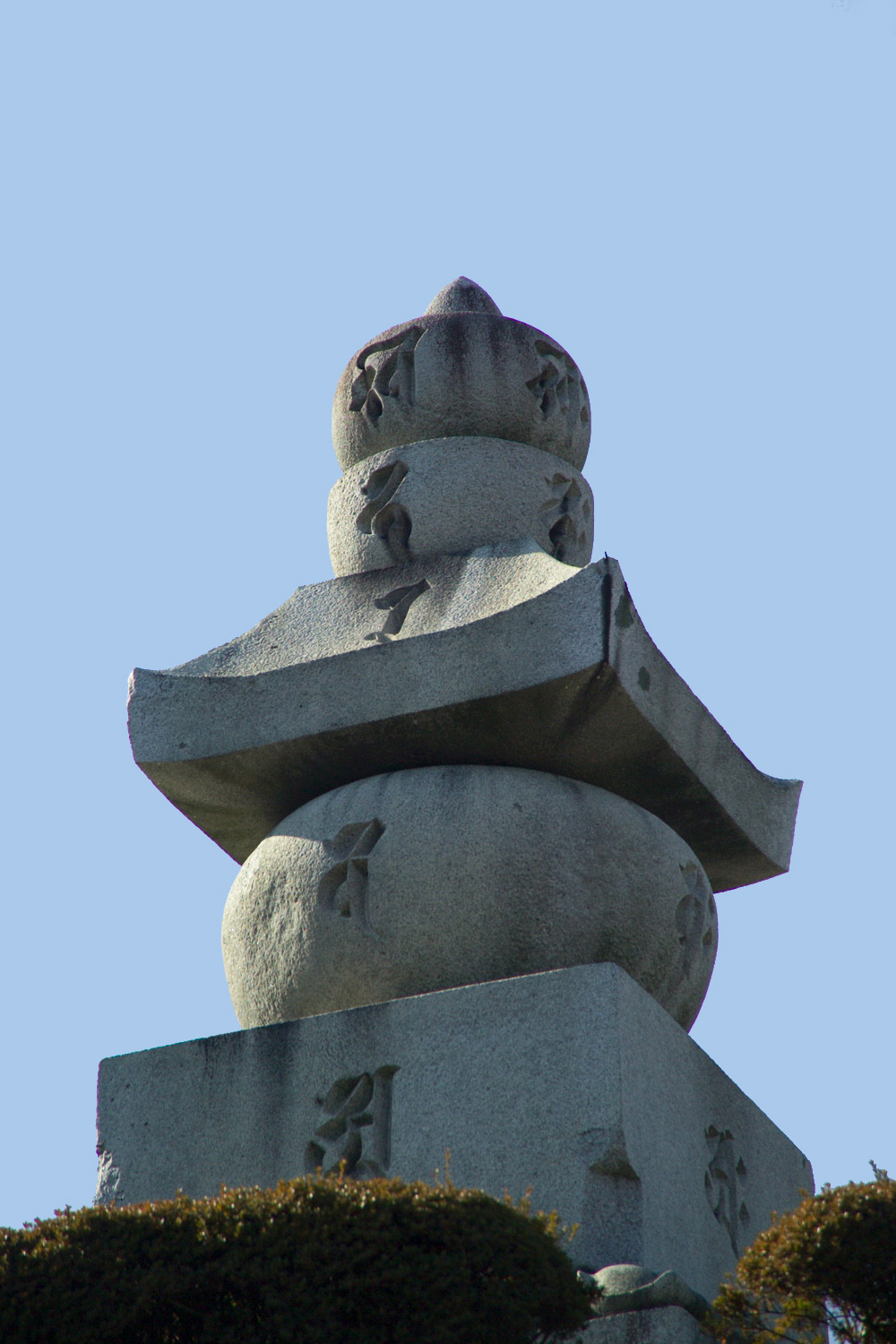
Gorintō met Sanskriet-inscripties
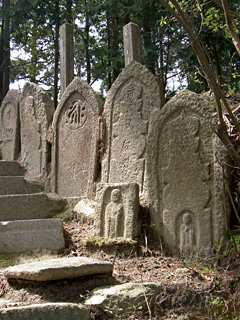
Gorintō als reliëf

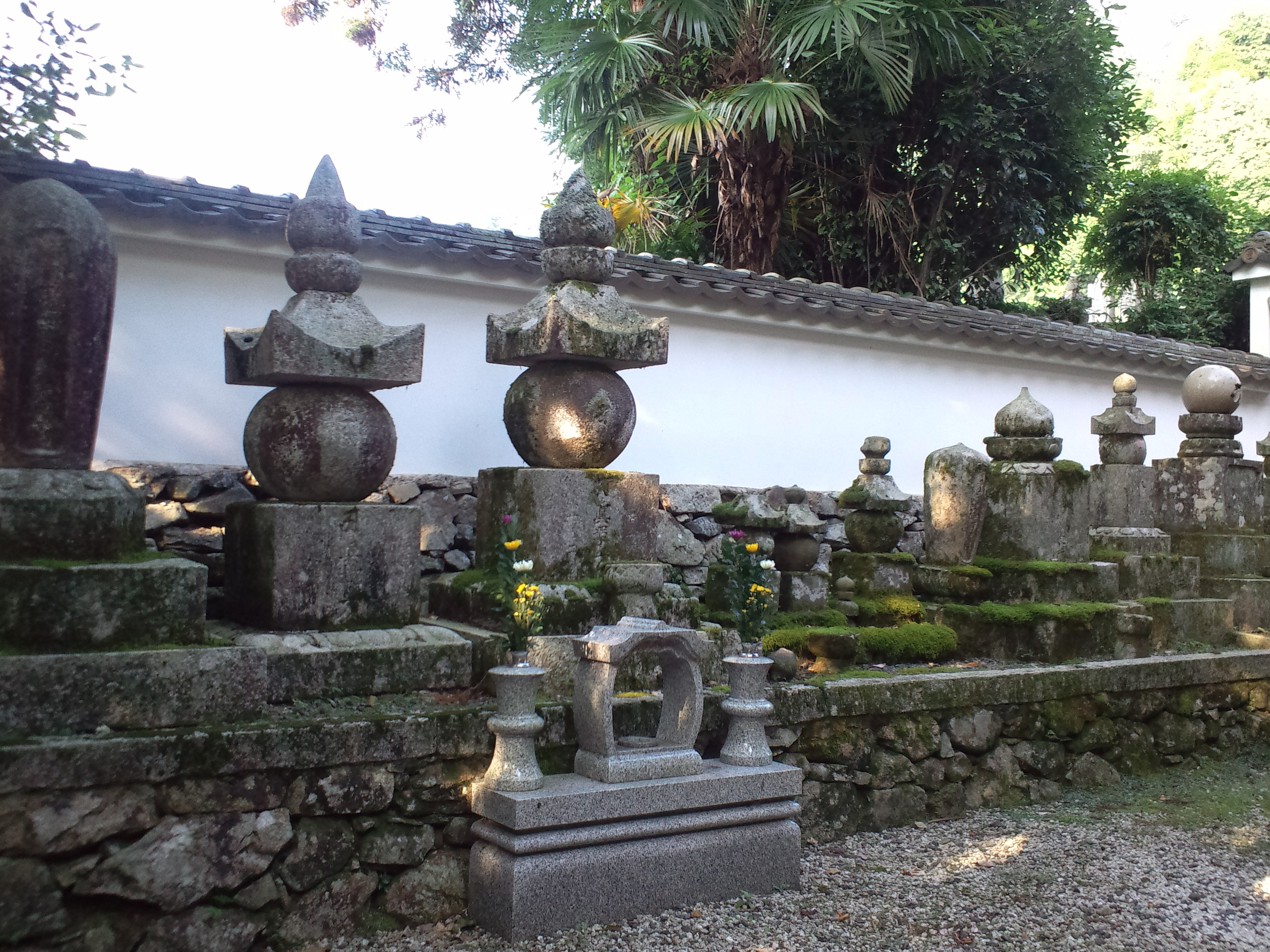
Gorintō op een begraafplaats Saikyo-ji
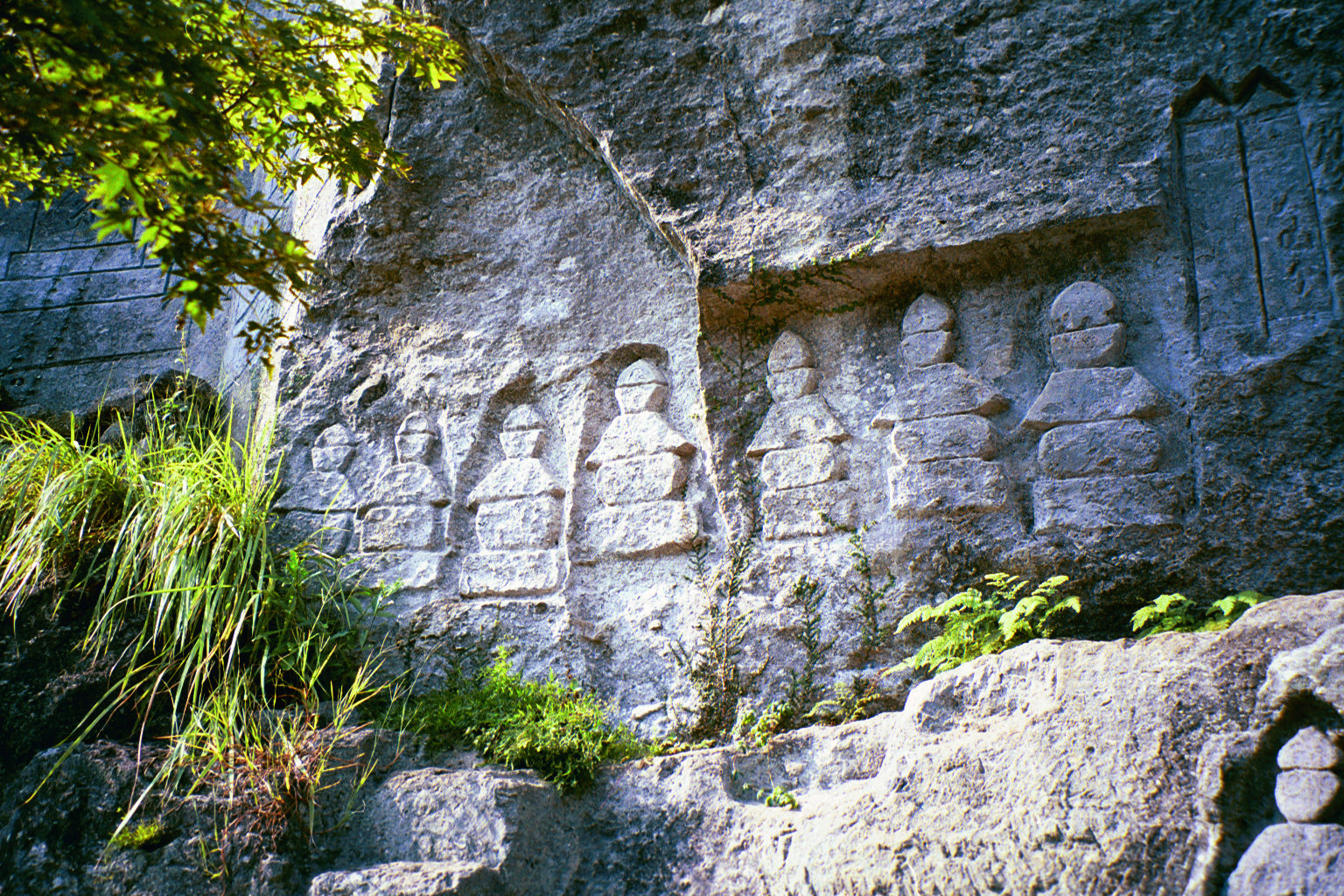
Gorintō als reliëf

## Betekenis en gebruik
De gorintō is gewoonlijk een kleine stoepa, en vormt niet alleen de grondvorm van stoepa's en pagodes (tō), maar ook van veel typen Japanse lantaarns (tōrō) en van grafmonumenten ter nagedachtenis aan overledenen of als cenotaaf. Grote exemplaren (maximaal 6 m hoog) zijn van steen (gorin sekitō), kleinere zijn soms gemaakt van hout (ita gorintōba 板五輪塔婆), klei (nendo gorintōba 粘土五輪塔婆) of van metaal.
De gorintō wordt beschouwd als inheems in Japan en wordt niet in andere landen gevonden. De gorintō werd, naar men aanneemt, voor het eerst opgericht in het midden van de Heianperiode (ongeveer 9e – 12e eeuw) door tantrisch of esoterisch boeddhistische sekten van shingon en tendai. 
Na de Heianperiode (794 – 1185) werd de gorintō vaak gebruikt als grafmonument. De gorintō wordt gebruikt als gebruikt als offergave aan de tempel en vaak is deze met de hand gemaakt door degenen die ze aanbieden. Soms wordt een issekikokusei gorintō, een kleine gorintō, gemaakt van een enkel blok steen. Deze wordt gebruikt in privétuinen. Hoewel veel oudere voorbeelden van gorintō worden gevonden in Kyoto en Nara, zijn degene die gemaakt zijn tijdens de Kamakuraperiode (1185 – 1333) volgens kenners de mooiste. 
| Betekenis in het tantrisch boeddhisme (vajrayana): shingon- en tendai-sekten | |                                                                  | |
| 1. kūrin                                                                     | Het bovenste element combineert de vorm van de halve maan en een driehoek. De combinatie van deze twee kwaliteiten staat voor perfectie, het bereiken van boeddhistische verlichting. | De topvorm is perfectie zelf.                                    | Jutsuzaikai (実在界 'echte wereld'), het rijk van perfect begrip.                                                                   |
| 2. fūrin                                                                     | De halve maan staat voor bereidheid om te accepteren. Het is een lege beker die klaar staat om de gaven van de hemel te ontvangen.                                                    | De halve maan is de ontwikkeling van inzicht en kennis.          | Jutsuzaikai (実在界 'echte wereld'), het rijk van perfect begrip.                                                                   |
| 3. karin                                                                     | De driehoek is de overgang tussen twee werelden. Het symboliseert eenheid en beweging, de twee dingen die nodig zijn om verlichting te bereiken.                                      | De driehoek is de energie die ontstaat op zoek naar de waarheid. | Henkai (変界 'wereld van verandering'), het rijk van instabiliteit. Dit omvat ook de Genshōkai (現象界), de wereld waarin we leven. |
| 4. suirin                                                                    | De cirkel staat voor de volledigheid of het bereiken van wijsheid. | De cirkel is het bereiken van rust.                              | Henkai (変界 'wereld van verandering'), het rijk van instabiliteit. Dit omvat ook de Genshōkai (現象界), de wereld waarin we leven. |
| 5. chirin                                                                    | Het vierkant staat symbool voor de 4 elementen vuur, water, lucht en aarde. | Het vierkant is de basis; de wil om perfectie te bereiken.       | Henkai (変界 'wereld van verandering'), het rijk van instabiliteit. Dit omvat ook de Genshōkai (現象界), de wereld waarin we leven. |

Soms worden onderdelen van een gorintō gebruikt als decoratie in een tuin. De bolvormige Waterring en de trapeziumvormige Vuurring dienen soms als een handwasbak (chōzubachi).

Aoishitōba · 
Bantōba · 
Buttō · 
Daitō · 
Gorintō · 
Hiratōba · 
Hōkyōintō · 
Hōtō · 
Hyakumantō · 
Ishitō · 
Itabi · 
Itabō · Itatōba · 
Kaisantō · 
Kasatōba · 
Kunisakitō · 
Mokutō · 
Muhōtō · 
Pantōba · Pantapō · 
Rantō · 
Sekitō · 
Sōrintō · 
Sōtō · 
Sotōba · 
Tahōtō · 
Tajūtō · Tasōtō · 
Tō · Tōba · 
Yugitō